# Уряд Марокко
Уряд Марокко — вищий орган виконавчої влади Марокко.

## Голова уряду
- Прем'єр-міністр — Аделіла Бенкіран (англ. Abdelilah Benkirane).
- Державний міністр — Абделлах Баха (англ. Abdellah Baha).

## Кабінет міністрів
Склад чинного уряду подано станом на 1 лютого 2017 року.
| Логотип | Міністерство                                                       | Міністр                                      | Фото | Час на посаді | Час на посаді | Партія | Партія | Вебсайт |
| --- | ------------------------------------------------------------------ | -------------------------------------------- | ---- | ------------- | ------------- | ------ | ------ | ------- |
| | Міністерство сільського господарства і риболовлі                   | Азіз Аханнуш (Aziz Akhannouch)               |      |               |               |        |        |         |
| | Міністерство зв'язку                                               | Мустафа аль-Хальфі (Mustapha el Khalfi)      |      |               |               |        |        |         |
| | Міністерство культури                                              | Мохамед Аміне Сбіхі (Mohamed Amine Sbihi)    |      |               |               |        |        |         |
| | Міністерство економіки і фінансів                                  | Мохамед Буссаїд (Mohamed Boussaid)           |      |               |               |        |        |         |
| Заступник у справах бюджету Ідрісс Азамі аль-Ідріссі (Idriss Azami al Idrissi)                               | Міністерство економіки і фінансів                                  |                                              |      |               |               |        |        |         |
| | Міністерство енергетики, гірництва, вод і навколишнього середовища | Абделькадір Амара (Abdelkader Amara)         |      |               |               |        |        |         |
| Заступник у справах навколишнього середовища Хакіма аль-Хіті (Hakima el Hiti)                                | Міністерство енергетики, гірництва, вод і навколишнього середовища |                                              |      |               |               |        |        |         |
| Заступник у справах водного господарства Шарафат Афілаль (Charafat Afilal)                                   | Міністерство енергетики, гірництва, вод і навколишнього середовища |                                              |      |               |               |        |        |         |
| | Міністерство техніки і транспорту                                  | Азіз Раббах (Aziz Rabbah)                    |      |               |               |        |        |         |
| Заступник у справах транспорту Мохамед Наджиб Буліф (Mohamed Najib Boulif)                                   | Міністерство техніки і транспорту                                  |                                              |      |               |               |        |        |         |
| | Міністерство закордонних справ                                     | Салахеддін Мезуар (Salaheddine Mezouar)      |      |               |               |        |        |         |
| Заступник міністра Мбарка Буайда (Mbarka Bouaida)                                                            | Міністерство закордонних справ                                     |                                              |      |               |               |        |        |         |
| | Міністерство у справах хабусу та ісламу                            | Ахмед Туфік (Ahmed Toufiq)                   |      |               |               |        |        |         |
| | Міністерство ремесел, соціальної та солідарної економіки           | Фатіма Маруані (Fatema Marouane)             |      |               |               |        |        |         |
| | Міністерство охорони здоров'я                                      | Ель-Хоссейн аль-Уарді (El Hossein El Ouardi) |      |               |               |        |        |         |
| | Міністерство вищої освіти та наукових досліджень                   | Лахсен Дауді (Lahcen Daoudi)                 |      |               |               |        |        |         |
| Заступник міністра Сумія Бенхальдун (Soumiya Benkhaldoun)                                                    | Міністерство вищої освіти та наукових досліджень                   |                                              |      |               |               |        |        |         |
| Заступник міністра Абделадім Гуерруж (Abdeladim Guerrouj)                                                    | Міністерство вищої освіти та наукових досліджень                   |                                              |      |               |               |        |        |         |
| | Міністерство житла, міського планування та політики                | Набіль Бенабделлах (Nabil Benabdellah)       |      |               |               |        |        |         |
| | Міністерство промисловості, торгівлі та нових технологій           | Мулей Хафід Елаламі (Moulay Hafid Elalamy)   |      |               |               |        |        |         |
| Заступник у справах малого і середнього бізнесу та інформаційного сектора Мамун Бухадхуд (Mamoun Bouhadhoud) | Міністерство промисловості, торгівлі та нових технологій           |                                              |      |               |               |        |        |         |
| Заступник міністра у справах зовнішньої торгівлі Мохамед Аббу (Mohamed Abbou)                                | Міністерство промисловості, торгівлі та нових технологій           |                                              |      |               |               |        |        |         |
| | Міністерство внутрішніх справ                                      | Мохамед Хассад (Mohamed Hassad)              |      |               |               |        |        |         |
| Заступник міністра Дрейсс Шаркі (Draiss Charki)                                                              | Міністерство внутрішніх справ                                      |                                              |      |               |               |        |        |         |
| | Міністерство юстиції та свобод                                     | Мустафа Рамід (Mustafa Ramid)                |      |               |               |        |        |         |
| | Міністерство праці та професійної освіти                           | Абдесслам Седдікі (Abdesslam Seddiki)        |      |               |               |        |        |         |
| | Міністерство у справах міграції та марокканських експатріатів      | Аніс Біру (Anis Birou)                       |      |               |               |        |        |         |
| | Міністерство освіти                                                | Рашид Белмохтар (Rachid Belmokhtar)          |      |               |               |        |        |         |
| | Міністерство планування і розвитку                                 | Моханд Ленсар (Mohand Laensar)               |      |               |               |        |        |         |
| | Міністерство солідарності, жінок, сім'ї та соціального розвитку    | Бассіма Хаккауї (Bassima Hakkaoui)           |      |               |               |        |        |         |
| | Міністерство туризму                                               | Лахсен Хаддад (Lahcen Haddad)                |      |               |               |        |        |         |
| | Міністерство молоді та спорту                                      | Мохаммед Уззіне (Mohammed Ouzzine)           |      |               |               |        |        |         |
| | Міністр зі зв'язків із парламентом                                 | Лахбіб Шубані (Lahbib Choubani)              |      |               |               |        |        |         |
| | Генеральний секретар уряду                                         | Дрісс Дахак (Driss Dahak)                    |      |               |               |        |        |         |
| | Міністр-делегат у справах державної служби та її модернізації      | Мохамед Мубдії (Mohamed Moubdii)             |      |               |               |        |        |         |
| | Міністр-делегат у справах національної оборони                     | Абделлатіф Лудії (Abdellatif Loudiyi)        |      |               |               |        |        |         |
| | Міністр-делегат у загальних справах і з питань управління          | Мохамед аль-Уафа (Mohamed El Ouafa)          |      |               |               |        |        |         |